# Gare de Hailar
La gare de Hailar (chinois : 海拉尔站 ; pinyin : hǎilār zhàn) est une gare ferroviaire chinoise de la branche mandchourienne du transsibérien et de la LGV Hailar - Qiqihar (zh). Elle est située à Hailar, centre-ville de Hulunbuir, au Nord-Est de la Mongolie-Intérieure.

## Histoire
La gare de Hailar était jusqu'alors, pour les lignes les plus courtes, à 10 heures 25 de train d'Harbin et à 27 heures et 30 minutes de train de Pékin. Avant l'ouverture de la LGV Hailar - Qiqihar (zh) le 17 août 2015.